# Faverolles-la-Campagne
Faverolles-la-Campagne település Franciaországban, Eure megyében. Lakosainak száma 154 fő (2022. január 1.). Faverolles-la-Campagne Berville-la-Campagne, Burey, Émanville, Louversey és Portes községekkel határos.

## Népesség
A település népességének változása:
| Lakosok száma | 160  | 137  | 140  | 151  | 134  | 148  | 159  | 171  | 166  | 154  |
|               | 1968 | 1982 | 1990 | 2006 | 2013 | 2015 | 2017 | 2019 | 2020 | 2022 |